# Campeonato de Francia de Rugby 15 1976-77
El Campeonato de Francia de Rugby 15 1976-77 fue la 78.ª edición del Campeonato francés de rugby.
El campeón del torneo fue el equipo de AS Béziers quienes obtuvieron su sexto campeonato.

## Desarrollo

### Grupo A
| Grupo 1 - RRC Nice - Agen - Biarritz - US Bressane - Aurillac - Stade Beaumontois - Angoulême - Mimizan             | Grupo 2 - Béziers - Perpignan - La Voulte - US Salles - Le Creusot - Valence - Pau - Cahors               | Grupo 3 - Narbonne - Touloun - Bègles - Stade Bagnérais - Dax - Carcassonne - Racing - Saint-Claude |
| Grupo 4 - Lourdes - Brive - Toulouse - Graulhet - Montauban - La Rochelle - Avignon Saint-Saturnin - Mont de Marsan | Grupo 5 - Montferrand - Bayonne - Romans - Stadoceste - Montchanin - Castres - Oloron - Saint-Jean-de-Luz | |

### Grupo B
The teams qualified are here listed:
| - Albi - Auch - Chambéry - Mérignac |  | - Rodez - Tulle - Tyrosse |
|                                     |  |                           |

### Dieciseisavos de final
| Equipo 1        | Equipo 22  | Ida   | Vuelta |
| --------------- | ---------- | ----- | ------ |
| Béziers         | Albi       | 62-6  | 43-9   |
| Graulhet        | Dax        | 7-3   | 12-19  |
| Salles          | Bayonne    | 14-10 | 8-25   |
| Touloun         | Montchanin | 30-13 | 53-9   |
| RRC Nice        | Chambéry   | 15-15 | 18-12  |
| Toulouse        | Bègles     | 13-4  | 16-7   |
| Biarritz        | Le Creusot | 6-3   | 35-12  |
| Brive           | Mérignac   | 18-9  | 8-9    |
| Perpignan       | Aurillac   | 32-9  | 29-10  |
| Agen            | Tulle      | 27-19 | 12-6   |
| Narbonne        | Auch       | 45-9  | 48-9   |
| US Bressane     | La Voulte  | 18-12 | 3-12   |
| Romans          | Montauban  | 23-7  | 4-7    |
| Lourdes         | Rodez      | 40-0  | 19-14  |
| Montferrand     | Tyrosse    | 33-17 | 34-16  |
| Stade Bagnérais | Stadoceste | 16-12 | 6-0    |

### Octavos de final
| 1977 | Béziers | 47 - 3 | Dax |  |  |

| 1977 | Bayonne | 13 - 6 | Toulon |  |  |

| 1977 | RRC Nice | 17 - 6 | Toulouse |  |  |

| 1977 | Biarritz | 19 - 10 | Brive |  |  |

| 1977 | Perpignan | 21 - 10 | Agen |  |  |

| 1977 | Narbonne | 17 - 7 | La Voulte |  |  |

| 1977 | Romans | 16 - 10 | Lourdes |  |  |

| 1977 | Montferrand | 33 - 15 | Stade Bagnérais |  |  |

### Cuartos de final
| 1977 | Béziers | 18 - 16 | Bayonne |  |  |

| 1977 | RRC Nice | 19 - 17 | Biarritz |  |  |

| 1977 | Perpignan | 19 - 4 | Narbonne |  |  |

| 1977 | Romans | 16 - 13 | Montferrand |  |  |

### Semifinal
| 1977 | Béziers | 15 - 10 | RRC Nice |  |  |

| 1977 | Perpignan | 9 - 6 | Romans |  |  |

### Final
| 29 de mayo de 1977 | AS Béziers | 12 - 4 | Perpignan | Parc des Princes, Paris |  |

| Bandera de Francia |
| Campeón AS Béziers |
| Sexto título       |